# غوزلك (شليل)
غوزلك (بالفارسية: گوزلک) هي قرية تقع في إيران في قسم شلیل الريفي. يقدر عدد سكانها بـ 428 نسمة بحسب إحصاء 2016.